# Thomas R. Gold

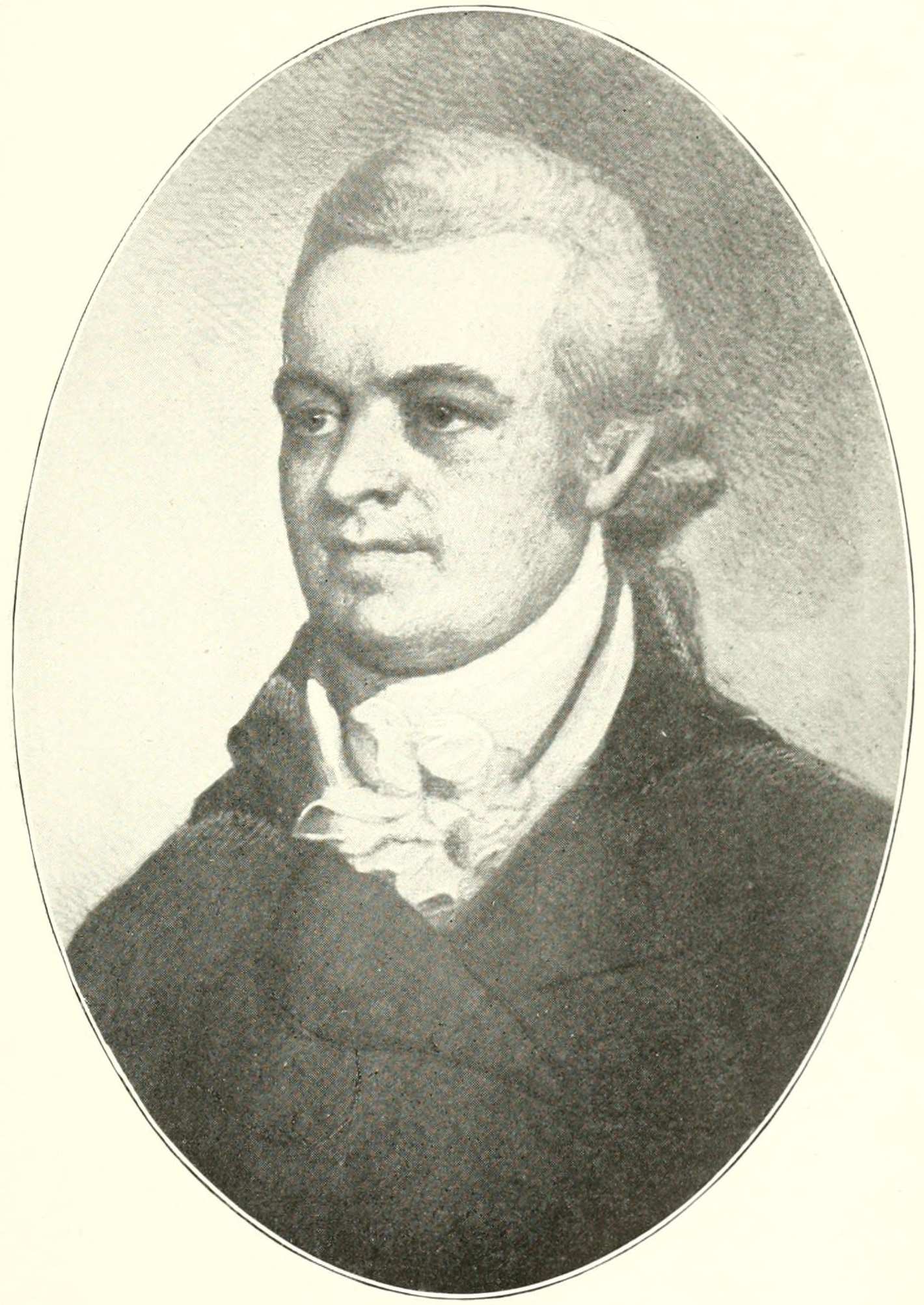
Thomas Ruggles Gold

Thomas Ruggles Gold (* 4. November 1764 in Cornwall, Colony of Connecticut; † 24. Oktober 1827 in Whitesboro, New York) war ein US-amerikanischer Jurist und Politiker. Er vertrat zwischen 1809 und 1813 sowie zwischen 1815 und 1817 den Bundesstaat New York im US-Repräsentantenhaus.

## Werdegang

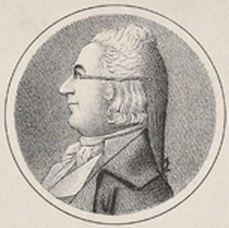
Thomas Ruggles Gold

Thomas Ruggles Gold wuchs während der britischen Kolonialzeit auf. Er verfolgte klassische Altertumswissenschaften und graduierte 1786 am Yale College. Gold studierte Jura. Nach dem Erhalt seiner Zulassung als Anwalt begann er in Goshen zu praktizieren. 1792 ließ er sich in Whitesboro im Oneida County nieder. Zwischen 1797 und 1801 war er als Assistant Attorney General von New York tätig. Er saß zwischen 1797 und 1802 im Senat von New York. Im Jahr 1804 kandidierte er erfolglos für den 9. Kongress. Er saß 1808 in der New York State Assembly. Politisch gehört er der Föderalistischen Partei an.
Bei den Kongresswahlen des Jahres 1808 für den 11. Kongress wurde er im elften Wahlbezirk von New York in das US-Repräsentantenhaus in Washington, D.C. gewählt, wo er am 4. März 1809 die Nachfolge von John Thompson antrat. Nach einer erfolgreichen Wiederwahl erlitt er im Jahr 1812 eine Niederlage und schied nach dem 3. März 1813 aus dem Kongress aus. Er wurde dann 1814 im 16. Wahlbezirk von New York in den 14. Kongress gewählt, wo er am 4. März 1815 die Nachfolge von Morris S. Miller antrat. Da er auf eine erneute Kandidatur im Jahr 1816 verzichtete, schied er nach dem 3. März 1817 aus dem Kongress aus.
Nach seiner Kongresszeit nahm er in Whitesboro wieder seine Tätigkeit als Anwalt auf. Er verstarb dort am 24. Oktober 1827 und wurde dann auf dem Grand View Cemetery beigesetzt.